# Мегри (приток Аракса)
Мегри́ (арм. Մեղրի, устар. Капанак-чай) — река, протекающая на юге Армении, в Сюникской области, длина реки составляет 32 км. Мегри протекает в Мегринском ущелье, является левым притоком Аракса, на левой стороне реки расположены города Мегри и Агарак. В конце весны река бурна и многоводна, а в начале осени, когда меньше всего выпадает осадков, расход воды очень невелик. У устья на реке расположен одноимённый город Мегри.